# Liste des élèves de Rembrandt

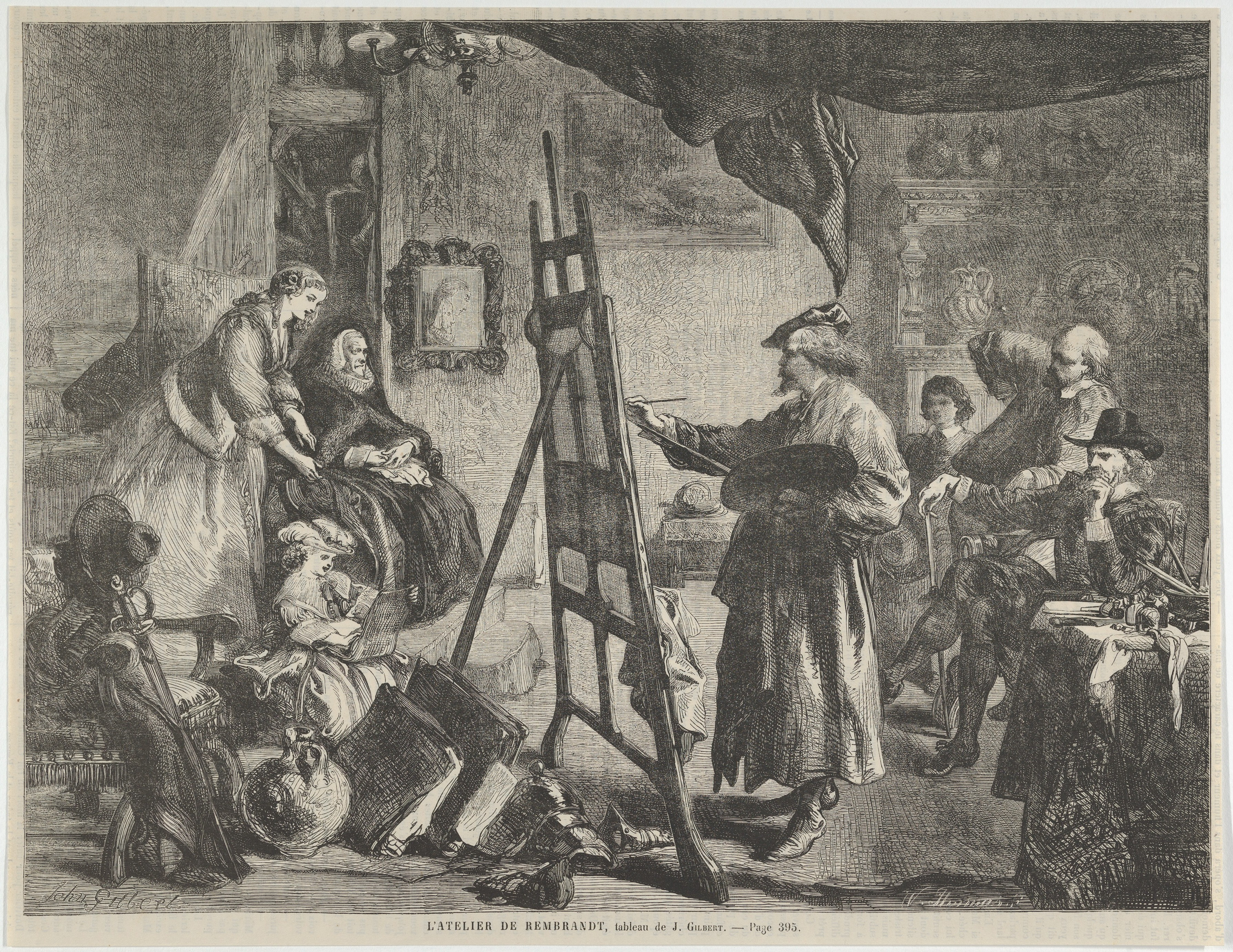
L'Atelier de Rembrandt, tableau de J. Gilbert, William Luson Thomas (gravure sur bois d'après un tableau de John Gilbert, 1861).

Lors de son second séjour à Amsterdam (de 1631 à sa mort en 1669), Rembrandt accueille dans son atelier de nombreux élèves, dont la liste des plus connus et avérés comme y ayant étudié est présentée ci-dessous.

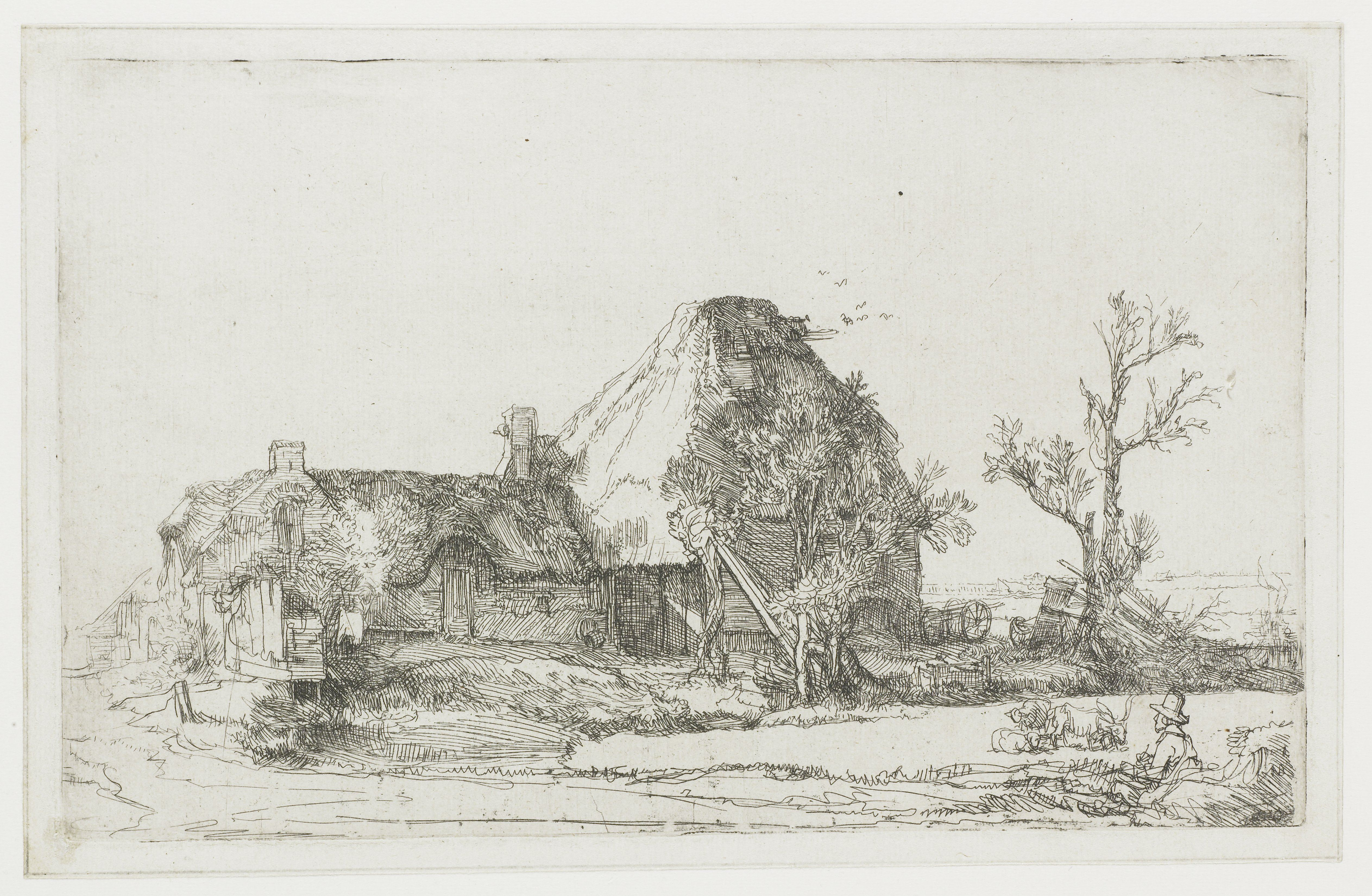
Rembrandt, Le paysage au dessinateur, vers 1645.

Il aurait eu plus de 50 étudiants dont on a conservé la trace. L'œuvre dessiné de ces étudiants est constitué de milliers de dessins, et leur paternité n'a pas toujours été évidente, beaucoup ayant été attribués à Rembrandt en premier lieu. Rembrandt était un maître dédié, et ses élèves faisaient les esquisses de leurs œuvres à ses côtés, en studio pour un modèle, ou à l'extérieur pour un paysage. Rembrandt a même fait référence à ces excursions dans l'une de ses gravures, Le paysage au dessinateur (B. 219, voir ci-contre).

## L'atelier de Rembrandt

### Historique
En 1627, Rembrandt enseigne déjà à des apprentis, dont le premier est Gérard Dou qui entre dans son atelier en 1628, et commence probablement avec la préparation des panneaux et des toiles, qui étaient tous faits à la main dans les ateliers des peintres. Le tout premier commentaire sur Rembrandt connu date de 1628, où l'humaniste Aernout van Buchel écrit : « On couvre d'éloges le fils du meunier de Leiden, mais cela me semble prématuré. » Les premiers élèves à entrer, outre Dou, sont Johannes Gillisz. Van Vliet, Isaac de Jouderville, et très probablement Jacob de Wet et Willem de Poorter.

### Activité
Selon Joachim von Sandrart, l'activité de son atelier est importante financièrement pour Rembrandt : aux 100 florins que coûte l'admission à chaque élève, il faut compter de 2 000 à 2 500 florins de bénéfices qu'il tire de la vente des tableaux qui en sortent,. Par ailleurs, certains élèves logent chez leur maître, d'autres artistes interviennent pour des collaborations, tandis que des clients visitent les lieux et découvrent les collections, faisant de cet atelier un endroit assez ouvert.

## Liste des élèves

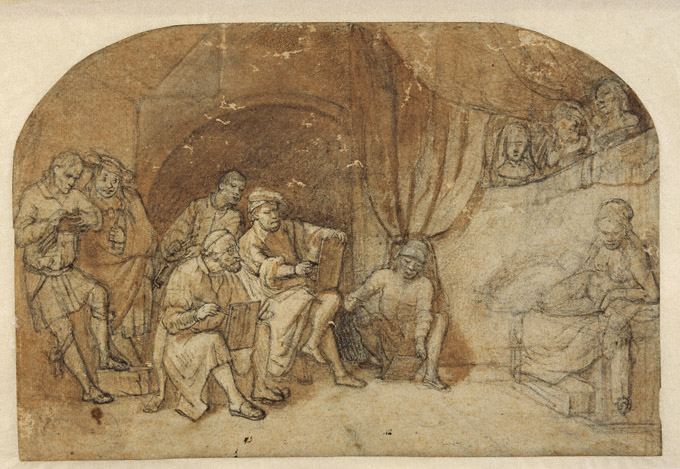
Rembrandt et ses élèves dessinant d'après un modèle nu, Constantijn à Renesse (ca. 1650).

On considère qu'il y a eu trois générations d'élèves dans l'atelier de Rembrandt :
- la première, dès l'ouverture de l'atelier, en 1632, avec notamment Flinck, Van de Eeckhout et Bol — et potentiellement Jacob Adriaensz Backer[n 1] ;
- la deuxième, pendant les années 1640, avec notamment Victors, Furnerius, les frères Fabritius, Paudiss, Van Hoogstratent, Koninck et Dommer ;
- la troisième et dernière, après 1650, avec notamment Maes, Renesse, Drost et De Gelder.

Les notices d'autorité, les fiches sur Rkd.nl ou les différents dictionnaires biographiques d'artiste tels que Le Grand Théâtre des peintres néerlandais d'Arnold Houbraken ou le Thieme-Becker sont à consulter directement dans l'article consacré à chaque artiste. Ici, ces derniers sont listés par ordre alphabétique.
- Backer, Jacob Adriaensz. (1608–1651) ?[n 1]
- Beijeren, Leendert van (1619-1649)
- Bol, Ferdinand (1616-1680)
- Borssom, Anthonie van (1631-1677)
- Brouwer, Cornelis (ca. 1634-1681)
- Dijck, Abraham van (1635-1680)
- Doomer, Lambert (1624-1700)
- Dorsten, Jacob van (1627-1674)
- Dou, Gerard (1613-1675)
- Drost, Willem (1633-1659)
- Dullaert, Heyman (1636-1684)
- Eeckhout, Gerbrand van den (1621-1674)
- Fabritius, Carel (1622-1654)
- Flinck, Govert (1615-1660)
- Furnerius, Abraham (1628-1654)
- Gelder, Aert de (1645-1727)
- Gherwen, Reynier van (1620-1662)
- Glabbeeck, Jan van (1630-1687)
- Hoogstraten, Samuel van (1627-1678)
- Horst, Gerrit Willemsz. (1612-1652)
- Jansen, Heinrich (1625-1667)
- Jouderville, Isaac de (1612-1646)
- Keil, Bernhard (1624-1687)
- Kneller, Gottfried (Sir) (1646-1723)
- Koninck, Philips (1619-1688)
- Leveck, Jacobus (1634-1675)
- Maes, Nicolaes (1634-1693)
- Mayr, Johann Ulrich (1629-1704)
- Ovens, Jürgen (1623-1678)
- Paudiss, Christoph (1618-1666)
- Pluym, Karel van der (1625-1672)
- Poorter, Willem de (1608-1649)
- Raven, Johannes (II) (1633-1662)
- Renesse, Constantijn à (1626-1680)
- Rijn, Titus Rembrandtsz. van (1641-1668)
- Rousseaux, Jacques des (1600-1638)
- Verdoel, Adriaen (I) (1620-1675)
- Victors, Jan (1619-1676)
- Vliet, Jan (ou Johannes) van (1605-1668)
- Wulfhagen, Franz (1624-1670)

Dans Rembrandt's etchings: true and false, George Biörklund mentionne également un certain « De Haen » (s'agit-il de David de Haen (1602 - 1674), Abraham de Haen (? - 1664) ?...) et Jacob Koninck, frère de Philips.